# 정충복비
정충복비(丁忠僕碑)은 대한민국 전북특별자치도 장수군 장수읍의 향교 앞에 자리하고 있는 비석으로, 조선시대 중기 사람인 정경손의 의로운 뜻을 기리고 있다. 1985년 8월 16일 전라북도의 문화재자료 제38호로 지정되었다.

## 역사
장수향교 앞에 세웠다. 정경손은 장수의 ‘3절(節)’ 중 한 명으로 졍경손의 호인 충복을 사용해 정충복비라 불린다.

임진왜란 때 왜적들이 전주성을 공격하려 했다. 전주에 가는 길목에 장수가 있었다. 당시 왜적이 조선인의 코를 전리품으로 베어간다는 소문이 있었다. 이 소식을 들은 장수 현감과 관군들은 왜적을 피해 도망갔고 사람들은 집안에 숨었다. 향교의 교직이었던 정경손은 향교 안 문묘를 지켰다. 왜장 고바야가와의 부장 안코쿠시가 문묘에 다다르자 정경손이 향교의 문을 닫고 앞에서 무릎을 꿇고 말했다.

“이곳은 성인들의 위패를 모시는 신성한 곳이라 들어갈 수 없다. 만약 문에 들려거든 나의 목을 베고 들라”

이에 감동한 왜적들은 ‘본성역물범(本聖域勿犯 : 이곳은 성스러운 곳이니 침범하지 말라)’이라는 쪽지를 향교 정문에 남기고 물러났다. 장수 향교는 우리나라에서 가장 오래된 향교로 보존되었다.

장수 향교의 홍살문을 지나 외살문 앞쪽에 위치해 있으며 조선 현종12년(1846) 장수현감 정주석이 세웠다. 낮은 사각받침돌이 비몸을 받치고 있고 그 위에 지붕돌을 올렸다. 비석 보호각은 정면 1칸 측면 1칸의 팔작지붕이다.

"호성충복정경손수명비(護聖忠僕丁敬孫竪名碑)“
비석 전면에는 명문이 음각되어있다.

## 참고 자료
- 한국민족문화대백과
- 전북중앙, '2덕 3절 5의 고장 장수서 만나는 충절의 향기'
- 영남일보, '[류혜숙의 여행스케치] 전북 장수 3절(三節)'
- 정충복비 - 국가유산청 국가유산포털